# Redwood (Oregon)
Redwood – jednostka osadnicza w Stanach Zjednoczonych, w stanie Oregon, w hrabstwie Josephine.